# Свадьба Екатерины II и Потёмкина

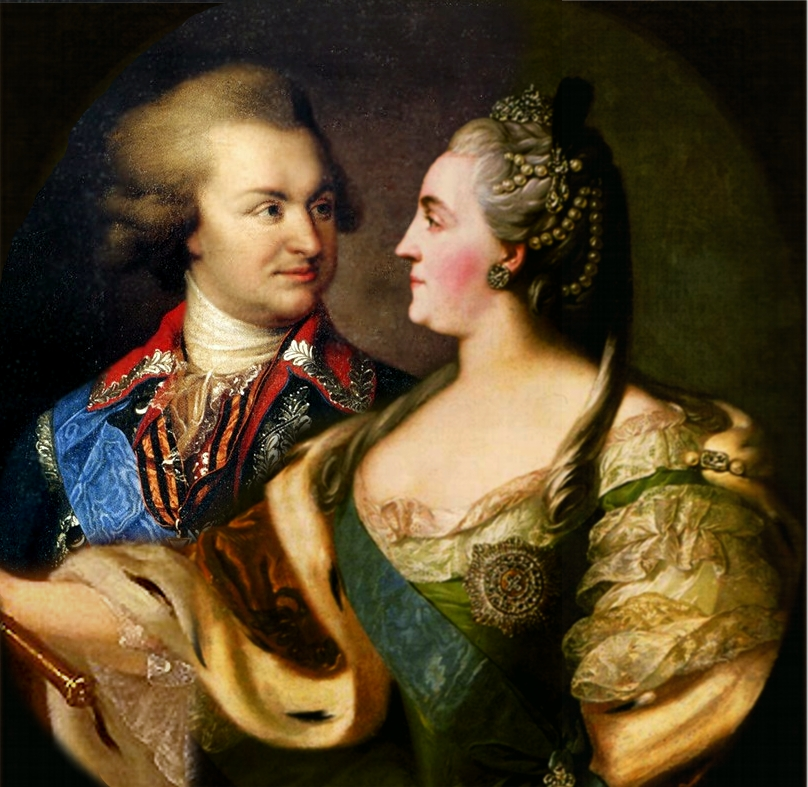
Екатерина II и Потёмкин (коллаж)

Свадьба Екатерины II и Потёмкина — морганатический брак, тайное венчание императрицы Екатерины II и её фаворита Григория Потёмкина, судя по сохранившимся свидетельствам действительно имевшее место и состоявшееся летом, осенью 1774 или же в начале января 1775 года.

## Венчание

### Дата
- 30 мая 1774 (по одной из версий В. С. Лопатина[1])
- 8 июня 1774 (по одной из версий В. С. Лопатина, см. ниже)[2]
- осень 1774
- в начале января 1775 года (поскольку 25 января двор переехал в Москву)
- 1784 год (устаревшая версия)

### Место венчания
Существует несколько версий о месте венчания. Кроме того, неизвестно, почему духовник императрицы не мог совершить таинство в любом неосвящённом помещении её дворца, и неясно, для чего — может быть, для сохранения секрета, им пришлось покинуть здание.
- Сампсониевский собор (Санкт-Петербург)
- Храм Вознесения Господня в Сторожах, у Никитских ворот («Большое Вознесение») (Москва) — согласно устойчивой московской легенде[3], венчание состоялось не в Петербурге, а в этой московской церкви (вернее, в стоявшем на её месте предыдущем здании, так как это построено в 1798). Храм находился на территории московских владений Потёмкина
- Имение Екатерины Пелла под Санкт-Петербургом (по версии, связанной с 1784 годом).

### Присутствовавшие при венчании

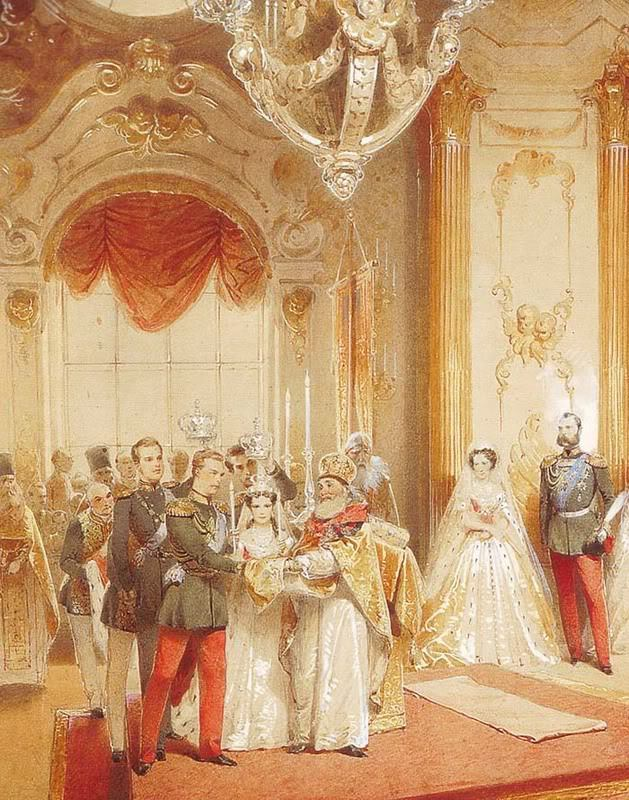
Венчание по православному обряду (свадьба великого князя Александра Александровича и Марии Фёдоровны, 1866)

О лицах, присутствовавших на свадьбе, помимо основных действующих лиц, известно из одного источника — сообщения Ф. Н. Голицына (см. ниже). Факт присутствия упомянутого им Самойлова подтверждается его потомками.
1. Потёмкин, Григорий Александрович, жених
2. Екатерина II, невеста
3. Самойлов, Александр Николаевич, племянник жениха, держал венцы (в его семью отдадут воспитываться дочь новобрачных Тёмкину)
4. Чертков, Евграф Александрович, камергер, приближённый императрицы, держал венцы
5. Перекусихина, Марья Саввишна, ближайшая приближённая императрицы
6. Неизвестный священник, свершивший обряд, вероятно, духовник императрицы с 1770 по 1794 год — Панфилов, Иван Иванович

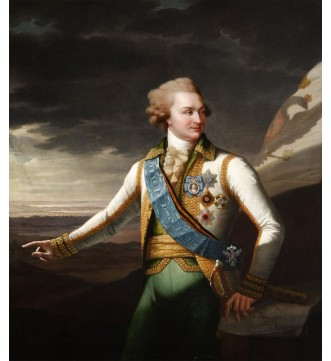
Потёмкин
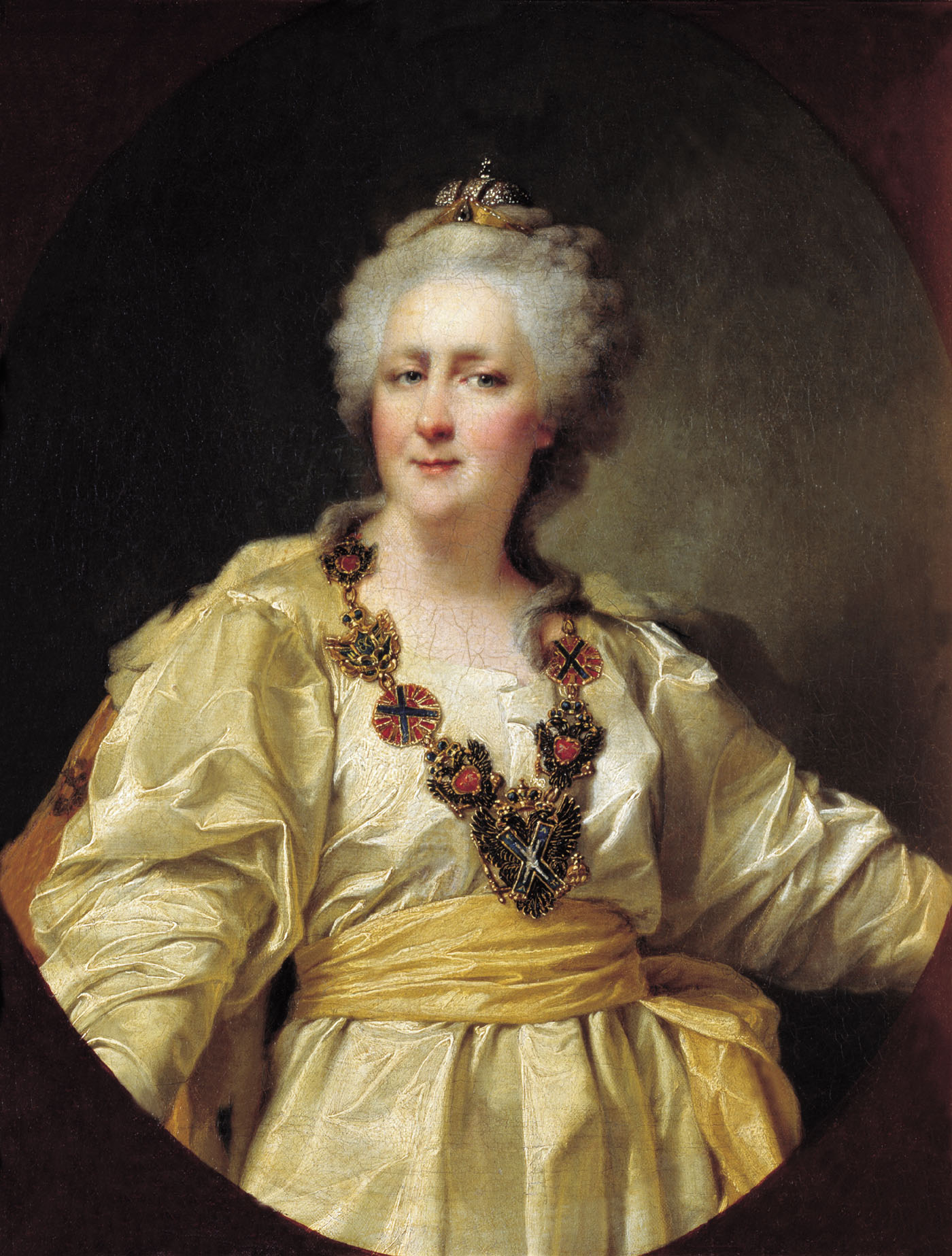
Екатерина
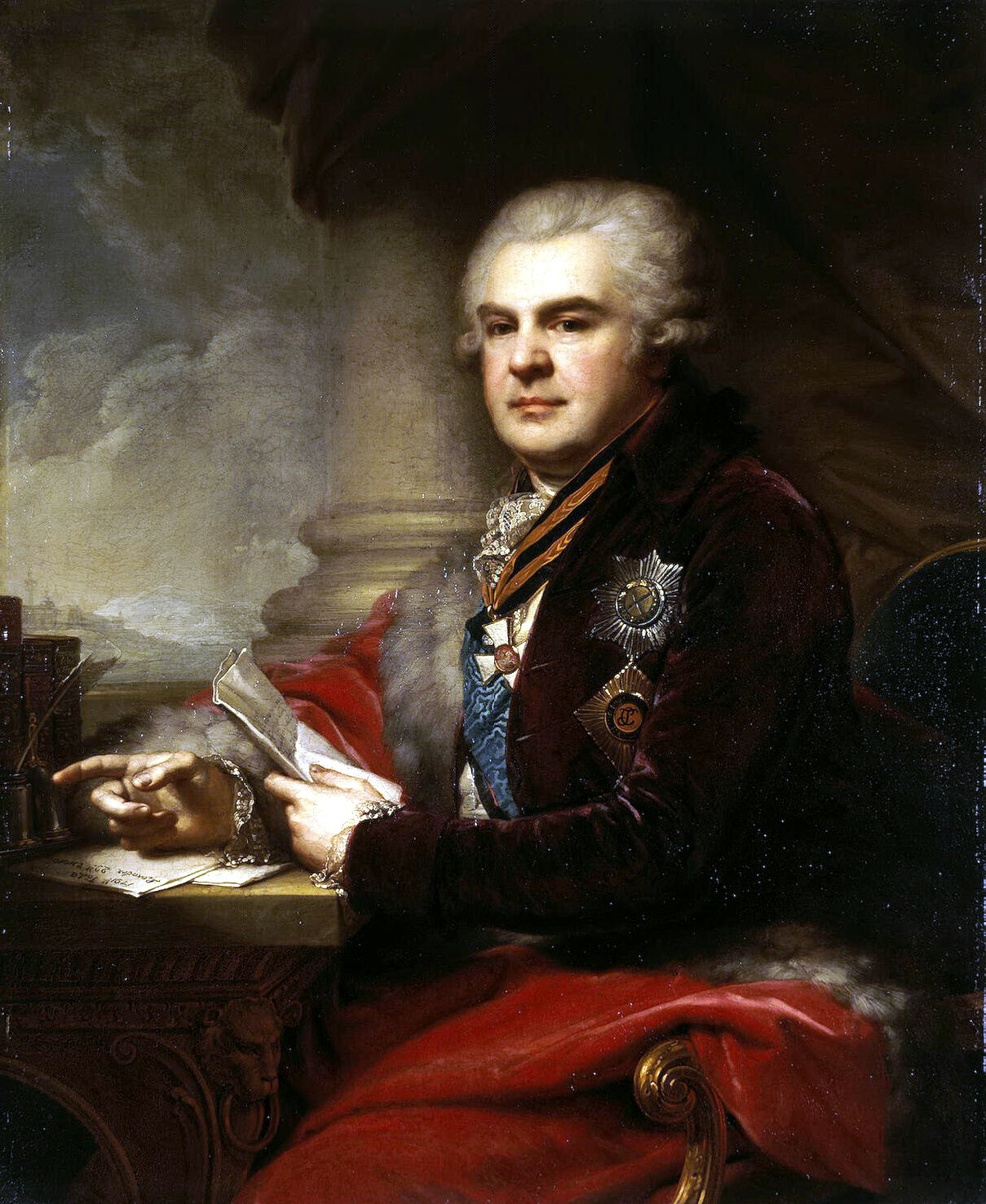
Самойлов
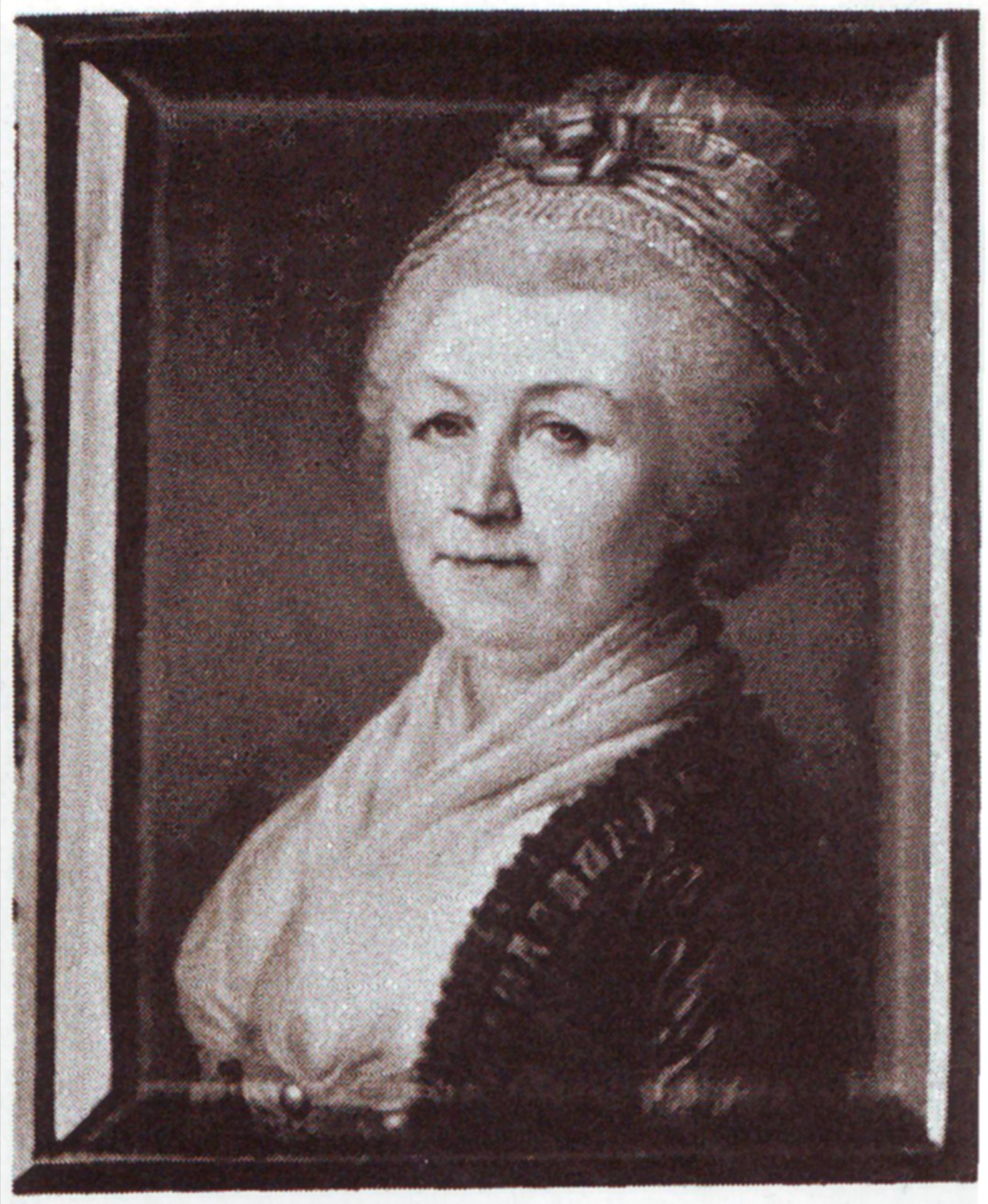
Перекусихина
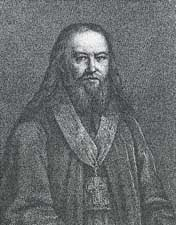
Панфилов

### Обстоятельства
Прецедентом подобного тайного брака для Екатерины и Потёмкина являлась история о свадьбе Елизаветы Петровны и Алексея Разумовского. Помимо сильных чувств, которые пара испытывала друг к другу, в случае поздней даты венчания могло сыграть роль то, что Екатерина уже была беременна ребёнком Потёмкина. Также на них повлияло облегчение после разгрома пугачевщины и важная роль в помощи Екатерине, оказанной Потёмкиным в этой ситуации.

## Отношения между Екатериной и Потёмкиным
Потёмкин был давний знакомый Екатерины, принимавший участие ещё в перевороте, и сменил в её сердце юного Александра Васильчикова, став третьим официальным фаворитом императрицы (начиная счет с Григория Орлова). Связь между ними началась весной 1774 года, Потемкину в этот момент было 34 года, Екатерина была на 10 лет старше (достаточно много, по критериям той эпохи).

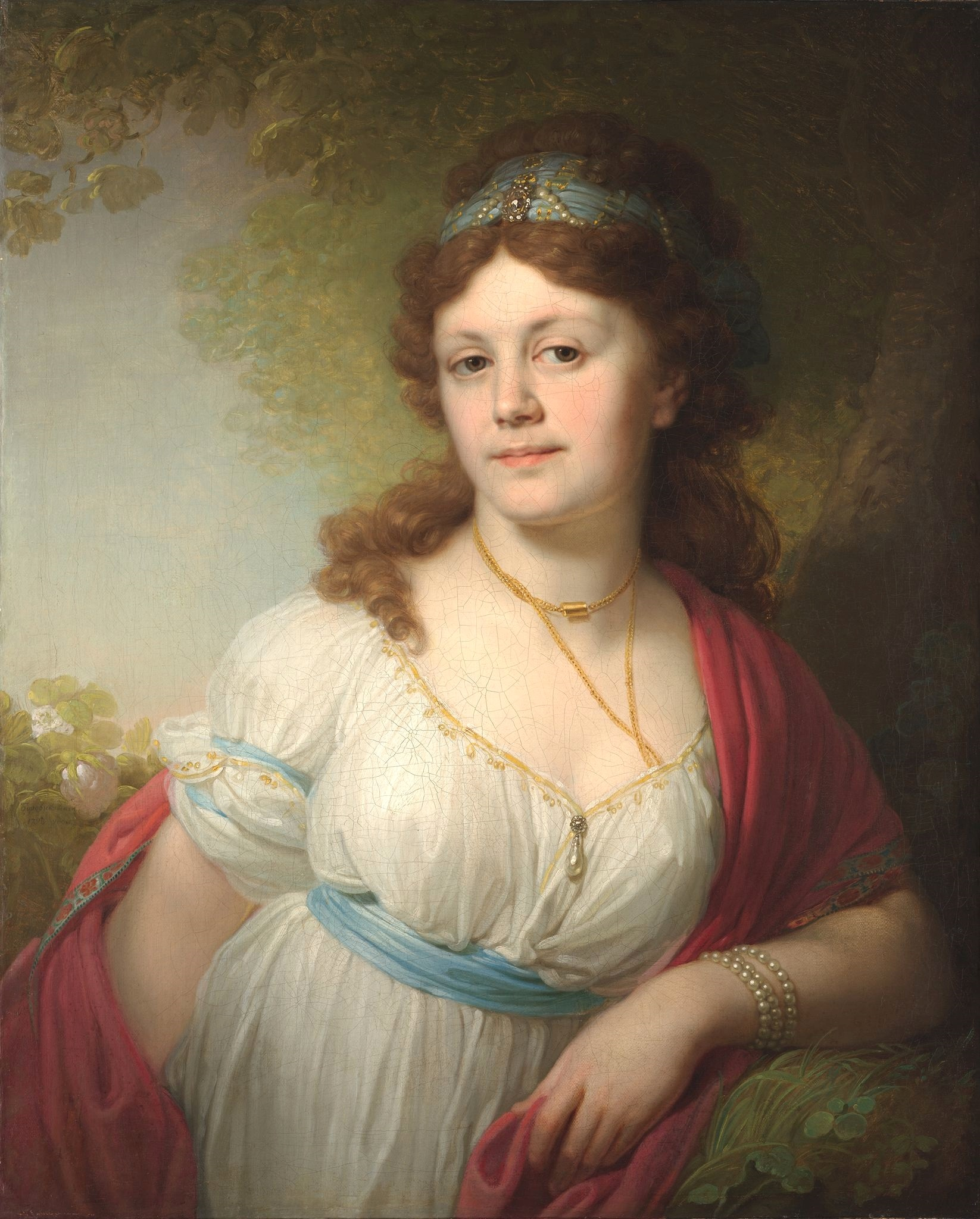
Дочь Потемкина и императрицы — Елизавета Тёмкина на портрете работы Боровиковского, 1798

Дочь Екатерины II и Потёмкина — Тёмкина, Елизавета Григорьевна родилась 13 июля 1775 года. Кризис в отношениях Екатерины с Потемкиным длился с конца января по конец июля 1776 г.: он был связан с калибром личности Потёмкина, которого сама Екатерина сделала крупным государственным деятелем, развив его задатки. Начались многочисленные бурные ссоры и скандалы. И, сама обладая сильным характером, Екатерина понимала это противоречие, тем более, что императором ему было не стать, а характер не позволял быть просто тайным мужем, и она писала ему: «Мы ссоримся о власти, а не о любви», и начала отдаляться от него как женщина, сохраняя как политика. Он ревновал её, заставлял терпеть унижения в присутствии посторонних, его чрезвычайно подавляла необходимость быть в подчиненном положении к миропомазанной императрице, которая одновременно являлась его женщиной. Со временем Потемкин все больше отдалялся от императрицы. Говорили, что он притворялся больным, чтобы избежать её объятий. Зима 1776 года (по мнению биографа Потемкина) — самый интенсивный период их отношений: «они любили друг друга, считали друг друга мужем и женой, но чувствовали, что взаимно отдаляются, и пытались найти способ остаться вместе навсегда. Случалось, что Потемкин плакал в объятиях своей государыни».
Таким образом их любовные отношения продолжались до ноября 1776 года, когда Екатерина в его отсутствие по делам ревизии Новгородской губернии, обратила внимание на человека «потише и смирнее», чем Потёмкин — Петра Завадовского. На следующий год Завадовский, примкнувший к партии Орловых и начавший действовать против Потёмкина, потерял привязанность императрицы. Что показательно: заливаясь слезами, отставленный фаворит умоляет Екатерину о сохранении её милости — и милости князя Григория Александровича.
Несмотря на разрыв в личной жизни, благодаря своим способностям Потёмкин сохранял дружбу и уважение Екатерины и до самой своей смерти в 1791 году оставался вторым человеком в государстве. Я. Л. Барсков пишет, что в этом отношении из всех двадцати с лишним фаворитов он представляет собой исключение: никому, даже Платону Зубову, не уступала императрица из своей власти так много, как Потёмкину, и притом сразу, в первый же год его «случая».
Предисловие к опубликованной переписке между ними указывает, что он является исключением и в другом отношении: только его называла она своим «мужем», а себя его «женою», связанною с ним «святейшими узами» (см. ниже).
Биограф Потёмкина пишет: «Роман Потемкина и Екатерины II как будто закончился, но на самом деле он не завершался никогда. Он превратился в устойчивый брак. Супруги влюблялись и заводили себе любовников и любовниц, но их отношения между собой оставались для них важнее всего. (…) Скорее всего ни тогда, ни позже она не отказывалась полностью от близости с человеком, которого называла своим мужем». Комнаты Потёмкина по-прежнему соединялись с апартаментами императрицы, он имел право входить без доклада, и текущий фаворит в любой момент мог столкнуться с необходимостью терпеть его общества или даже удалиться.
После отставки Завадовского до конца её жизни у Екатерины будет ещё лишь 6 официальных фаворитов и все они (кроме последнего, Зубова), были рекомендованы Потёмкиным императрице и служили у него адъютантами. Как предполагает историк, после кризиса, вызванного появлением при дворе Завадовского, между Екатериной и Потемкиным было заключено негласное соглашение: каждый фаворит должен защищать интересы князя при дворе, она требовала от фаворитов беспрекословного подчинения Потемкину и при нарушении этого правила фаворит получал отставку. Любимцами императрицы становились молодые люди, не имевшие ни богатства, ни влиятельных родственников, которые своим возвышением всецело были обязаны Потемкину и Екатерине и не игравшие впоследствии самостоятельной роли. Биограф Потёмкина пишет, что историки часто выпускали из виду треугольник «Екатерина — Потемкин — молодой фаворит», однако именно такой треугольник и составлял «семью» императрицы.
Платон Зубов много лет спустя после смерти Потёмкина жаловался на него: «Хотя я победил его наполовину, но окончательно устранить с моего пути никак не мог. А устранить было необходимо, потому что Императрица всегда сама шла навстречу его желаниям и просто боялась его, будто взыскательного супруга. Меня же она только любила и часто указывала на Потемкина, чтоб я брал с него пример».

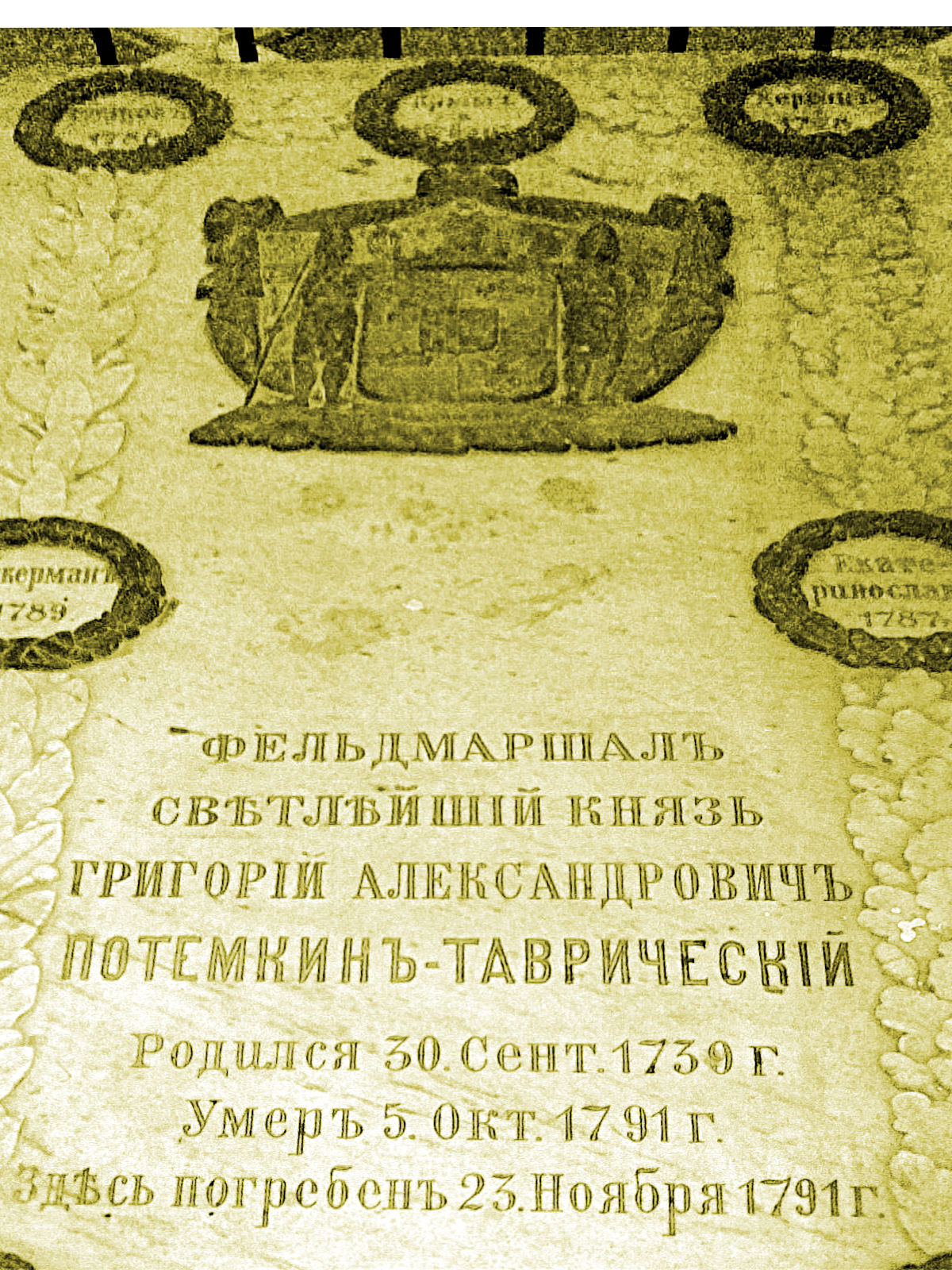
Могила Потемкина в Херсоне

Когда 12 октября 1791 года курьер привёз в Петербург весть о смерти Потемкина, который умер по дороге из Ясс в Николаев 5 октября 1791 г. среди степи, Екатерина была потрясена. «Слезы и отчаяние» отмечает в «Дневнике» её секретарь А. В. Храповицкий. «Вчера ввечеру, — отмечает Храповицкий 19/XI, — и сегодня поутру плакали, — 24.XI. Причесались, убрали голову, но при надевании платья вдруг слезы… Жалуются ипохондриею и не могут сносить публики, — 4/XII… вдруг прыснули слезы при чтении письма из Ясс». В письме Гримму она писала (2 1/2 часа ночи с 12 на 13 октября 1791 г.): «Снова поразил меня, как обухом в голову, страшный удар, мой ученик, мой друг, можно сказать, мой идол, кн. Потемкин-Таврический скончался в Молдавии от болезни, продолжавшейся целый месяц. Вы не можете себе представить, как я огорчена. (…) Он страстно, ревностно был предан мне; бранился и сердился, когда полагал, что дело было сделано не так, как следовало. (…) Но в нём было ещё одно редкое качество, отличавшее его от всех других людей: у него была смелость в сердце, смелость в уме, смелость в душе. Благодаря этому мы всегда понимали друг друга и не обращали внимания на толки тех, кто меньше нас смыслил. По моему мнению, кн. Потемкин был великий человек, который не выполнил и половины того, что в состоянии был сделать».
Сам Потёмкин, в отличие от многих других её фаворитов женат не был (что подтверждает версию о венчании) и, как и Екатерина, находил утешение в объятиях намного более молодых представителях противоположного пола, причем, что неприятно поражало современников, предпочитая своих подрастающих племянниц (Екатерину Энгельгардт, Александру Браницкую и проч.).

## Свидетельства

### Переписка Екатерины с Потёмкиным
По меньшей мере в 28 письмах-записочках Екатерина называет Потемкина «мужем» и «супругом» (30 раз), а себя именует «женой» (4 раза). Иногда эти слова она прописывает полностью, иногда обозначает начальными буквами. Чаще всего она обращается к нему со словами «муж дорогой», но встречаются и такие сочетания, как «муж любезный», «муж милый», «нежный муж», «бесценный муж», «муж родной», «собственный мой муж». Как указывает В. С. Лопатин в своих комментариях к изданным им письмам, первый раз Екатерина называет его мужем в письме, датированном «После 7.IV.1774», когда, по его мнению, брак ещё не был заключён, но Потёмкин добился её согласия, но наступивший Великий пост, а также пребывание в Петербурге четырёх братьев Орловых заставляют императрицу ждать удобного часа.
По мнению исследователя, венчание состоялось раньше, чем это принято считать, в воскресенье, поздним вечером 8 июня 1774 года в церкви Св. Сампсония Странноприимца на Выборгской стороне в Петербурге. О подготовке к этому тайному браку, по его мнению, говорит это письмо от 4 июня 1774 года:

Батинька, я завтра буду и те привезу, о коих пишете. Да Фельдм[аршала] Голицына шлюбки велите готовить противу Сиверса пристани, буде ближе ко дворцу пристать нельзя. Прощайте, будьте здоровы, а мы будем к вам веселы так, что любо будет смотреть. Monsieur le Gros (с фр. — «Господина Толстяка») позовите, буде изволишь. Adieu, mon Ami (с фр. — «Прощайте, мой друг»).— Переписка Екатерины Второй и Г. А. Потемкина

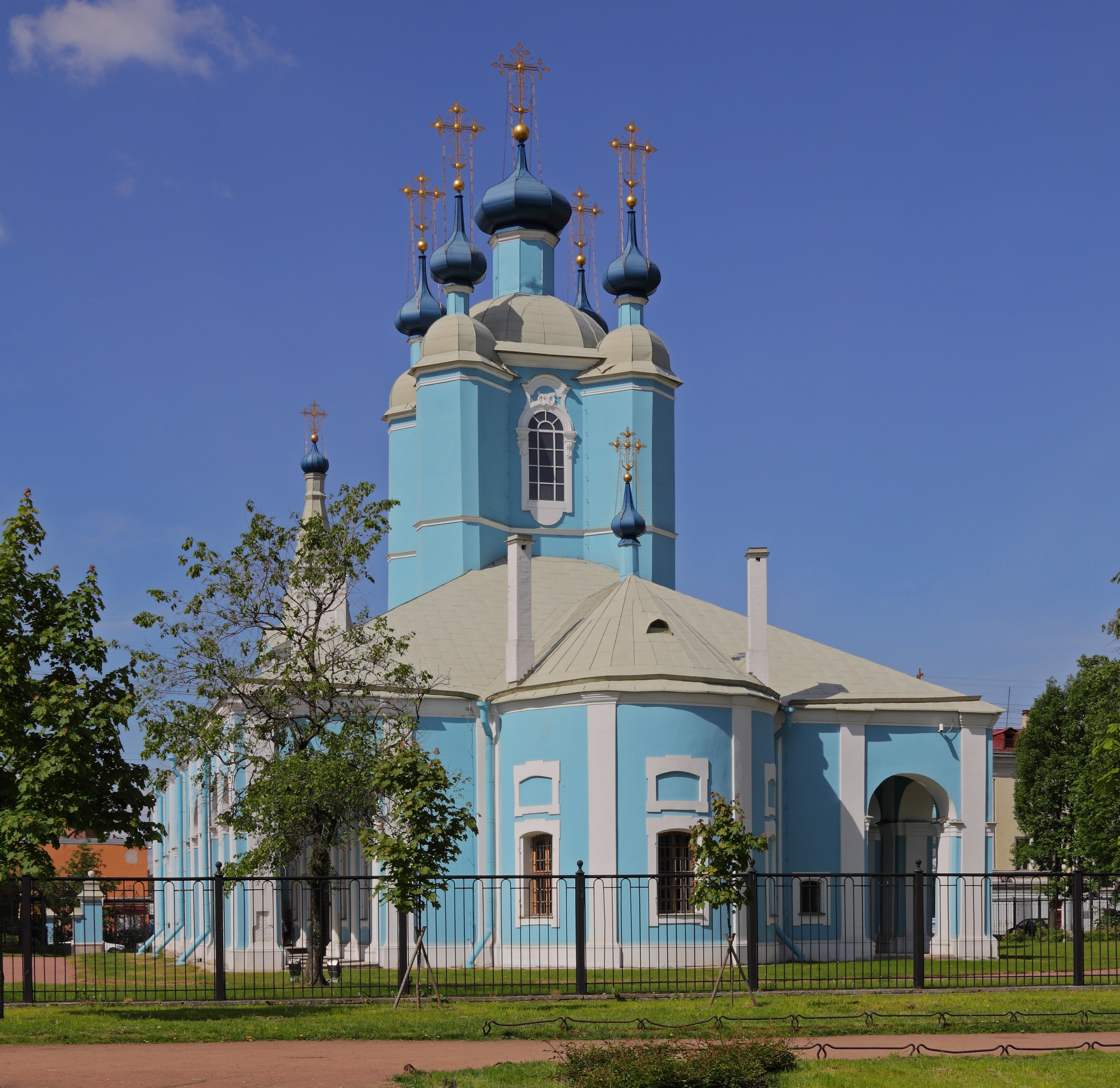
Собор Преподобного Сампсония Странноприимца

…«Те привезу, о коих пишете» — возможно, свидетели тайного венчания. «…Шлюбки велите готовить противу Сиверса пристани, буде ближе ко дворцу пристать нельзя…» — замечание о лодке и пристани, по указаниям Лопатина, очень важно, как свидетельство подготовки тайного венчания, поскольку церковь Сампсония, где было решено венчаться, стояла в отдаленной части города на берегу Большой Невки и чтобы добраться туда, надо было пересечь Неву (мостов ещё не было, кроме одного понтонного, ведшего на Васильевский остров) и спуститься по Большой Невке. Удобнее всего была шлюбка с отборными гребцами, которая полагалась фельдмаршалу князю Александру Михайловичу Голицыну (1718—1783) как главнокомандующему в столице.
Следующая записка Екатерины (после 8 числа) гласит:

Гришенок бесценный, беспримерный и милейший в свете, я тебя чрезвычайно и без памяти люблю, друг милой, цалую и обнимаю душою и телом, му[ж] доро[гой].

Лето 1775 г. пара провела в Коломенском и затем в Царицыне, где новобрачные скромно жили в Царицыно в домике из шести комнат.
Спустя два года (февраль-март 1776), в период кризиса их отношений Екатерина пишет ему письмо, вспоминающее их «священные узы».

Владыко и Cher Epoux (с фр. — «Дорогой Супруг»)! Я зачну ответ с той строки, которая более меня трогает: хто велит плакать? Для чего более дать волю воображению живому, нежели доказательствам, глаголющим в пользу твоей жены? Два года назад была ли она к тебе привязана Святейшими узами? Голубчик, изволишь суп[с]онировать {от фр. soupconner — подозревать.} невозможное, на меня шляся. Переменяла ли я глас, можешь ли быть нелюбим? Верь моим словам, люблю тебя и привязана к тебе всеми узами. Теперь сам личи: два года назад были ли мои слова и действия в твоей пользы сильнее, нежели теперь?

### Указания современников
Первым исследователем данного вопроса стал Бартенев, который черпал сведения, в основном, у детей и внуков представителей екатерининского поколения. Ему удалось опубликовать свои записи в 1906 г., после отмены цензурных ограничений на такую щекотливую касающуюся царской фамилии тему.
- В своих заметках (1906 г.)[8] Бартенев поведал о своей давней беседе с министром графом Дмитрием Николаевичем Блудовым, к внукам которого он был приглашен в качестве домашнего учителя. Именно Блудову Николай I поручил разобрать бумаги Екатерины II, среди которых находились и её «Записки», и многочисленные письма к Потемкину. «В один из вечеров [осенью 1863 г.], когда я уже начинал утомляться слушанием, вдруг старик-граф как бы мимоходом сказал, что Екатерина II была замужем за Потемкиным. Я изумился, точно как читающий диккенсова Копперфильда изумляется, узнав в конце книги, что у тетушки Бетси был муж. Признаюсь, мне подумалось, уж не стал ли бредить престарелый Председатель Государственного Совета (это был последний год его жизни). Однако я, разумеется, начал допытываться, откуда он про это знает, и граф сообщил мне, что князь М. С. Воронцов, приезжавший в Петербург по кончине своей тещи, племянницы Потемкина графини А. В. Браницкой (умерла в 1839 г.), сказывал ему, что она сообщила ему эту тайну и передала даже самую запись об этом браке»[4][5]
- В 1869 г. Бартенев посетил в Одессе внука графини А. В. Браницкой князя С. М. Воронцова. «На первых же порах знакомства, — вспоминал Бартенев, — князь сообщил мне, что у матушки его, тогда ещё здравствовавшей княгини Елизаветы Ксаверьевны, хранится список записи о браке императрицы Екатерины II с её дедом-дядею Светлейшим князем Потемкиным. Позднее, в другую одесскую мою поездку, граф Александр Григорьевич Строганов сказывал мне, что эта запись хранилась в особой шкатулке, которую княгиня Воронцова поручила ему бросить в море, когда он ездил из Одессы в Крым»[4][5].

|                                 |                                 |                                 |                                 |                                 |                                 |                    |                    |                                |                                |                                |                                |                                |                                |                   |                   |                                |                                |                                |                                |                                |                                |                    |                    | Александр Потёмкин        |                           |                           |                           |                           |                           |                           |                           |                                 |                                 |                                 |                                 |                                 |                                 |  |  |                  |                  |                  |                  |                  |                  |  |  |  |  |  |  |  |  |  |  |  |  |  |  |  |  |  |  |
|                                 |                                 |                                 |                                 |                                 |                                 |                    |                    |                                |                                |                                |                                |                                |                                |                   |                   |                                |                                |                                |                                |                                |                                |                    |                    |                           |                           |                           |                           |                           |                           |                           |                           |                                 |                                 |                                 |                                 |                                 |                                 |  |  |                  |                  |                  |                  |                  |                  |  |  |  |  |  |  |  |  |  |  |  |  |  |  |  |  |  |  |
|                                 |                                 |                                 |                                 |                                 |                                 |                    |                    |                                |                                |                                |                                |                                |                                |                   |                   |                                |                                |                                |                                |                                |                                |                    |                    |                           |                           |                           |                           |                           |                           |                           |                           |                                 |                                 |                                 |                                 |                                 |                                 |  |  |                  |                  |                  |                  |                  |                  |  |  |  |  |  |  |  |  |  |  |  |  |  |  |  |  |  |  |
| Григорий Орлов                  | Григорий Орлов                  | Григорий Орлов                  | Григорий Орлов                  | Григорий Орлов                  | Григорий Орлов                  |                    |                    | Екатерина II                   | Екатерина II                   | Екатерина II                   | Екатерина II                   | Екатерина II                   | Екатерина II                   |                   |                   | Григорий Потёмкин              | Григорий Потёмкин              | Григорий Потёмкин              | Григорий Потёмкин              | Григорий Потёмкин              | Григорий Потёмкин              |                    |                    | Мария Самойлова           | Мария Самойлова           | Мария Самойлова           | Мария Самойлова           | Мария Самойлова           | Мария Самойлова           |                           |                           | Елена Энгельгардт               | Елена Энгельгардт               | Елена Энгельгардт               | Елена Энгельгардт               | Елена Энгельгардт               | Елена Энгельгардт               |  |  | Пелагея Высоцкая | Пелагея Высоцкая | Пелагея Высоцкая | Пелагея Высоцкая | Пелагея Высоцкая | Пелагея Высоцкая |  |  |  |  |  |  |  |  |  |  |  |  |  |  |  |  |  |  |
| Григорий Орлов                  | Григорий Орлов                  | Григорий Орлов                  | Григорий Орлов                  | Григорий Орлов                  | Григорий Орлов                  |                    |                    | Екатерина II                   | Екатерина II                   | Екатерина II                   | Екатерина II                   | Екатерина II                   | Екатерина II                   |                   |                   | Григорий Потёмкин              | Григорий Потёмкин              | Григорий Потёмкин              | Григорий Потёмкин              | Григорий Потёмкин              | Григорий Потёмкин              |                    |                    | Мария Самойлова           | Мария Самойлова           | Мария Самойлова           | Мария Самойлова           | Мария Самойлова           | Мария Самойлова           |                           |                           | Елена Энгельгардт               | Елена Энгельгардт               | Елена Энгельгардт               | Елена Энгельгардт               | Елена Энгельгардт               | Елена Энгельгардт               |  |  | Пелагея Высоцкая | Пелагея Высоцкая | Пелагея Высоцкая | Пелагея Высоцкая | Пелагея Высоцкая | Пелагея Высоцкая |  |  |  |  |  |  |  |  |  |  |  |  |  |  |  |  |  |  |
|                                 |                                 |                                 |                                 |                                 |                                 |                    |                    |                                |                                |                                |                                |                                |                                |                   |                   |                                |                                |                                |                                |                                |                                |                    |                    |                           |                           |                           |                           |                           |                           |                           |                           |                                 |                                 |                                 |                                 |                                 |                                 |  |  |                  |                  |                  |                  |                  |                  |  |  |  |  |  |  |  |  |  |  |  |  |  |  |  |  |  |  |
|                                 |                                 | Алексей Бобринский              | Алексей Бобринский              | Алексей Бобринский              | Алексей Бобринский              | Алексей Бобринский | Алексей Бобринский |                                |                                |                                |                                | Елизавета Тёмкина              | Елизавета Тёмкина              | Елизавета Тёмкина | Елизавета Тёмкина | Елизавета Тёмкина              | Елизавета Тёмкина              |                                |                                | Александр Самойлов             | Александр Самойлов             | Александр Самойлов | Александр Самойлов | Александр Самойлов        | Александр Самойлов        |                           |                           |                           |                           | Александра Браницкая      | Александра Браницкая      | Александра Браницкая            | Александра Браницкая            | Александра Браницкая            | Александра Браницкая            |                                 |                                 |  |  | Николай Высоцкий | Николай Высоцкий | Николай Высоцкий | Николай Высоцкий | Николай Высоцкий | Николай Высоцкий |  |  |  |  |  |  |  |  |  |  |  |  |  |  |  |  |  |  |
|                                 |                                 | Алексей Бобринский              | Алексей Бобринский              | Алексей Бобринский              | Алексей Бобринский              | Алексей Бобринский | Алексей Бобринский |                                |                                |                                |                                | Елизавета Тёмкина              | Елизавета Тёмкина              | Елизавета Тёмкина | Елизавета Тёмкина | Елизавета Тёмкина              | Елизавета Тёмкина              |                                |                                | Александр Самойлов             | Александр Самойлов             | Александр Самойлов | Александр Самойлов | Александр Самойлов        | Александр Самойлов        |                           |                           |                           |                           | Александра Браницкая      | Александра Браницкая      | Александра Браницкая            | Александра Браницкая            | Александра Браницкая            | Александра Браницкая            |                                 |                                 |  |  | Николай Высоцкий | Николай Высоцкий | Николай Высоцкий | Николай Высоцкий | Николай Высоцкий | Николай Высоцкий |  |  |  |  |  |  |  |  |  |  |  |  |  |  |  |  |  |  |
|                                 |                                 |                                 |                                 |                                 |                                 |                    |                    |                                |                                |                                |                                |                                |                                |                   |                   |                                |                                |                                |                                |                                |                                |                    |                    |                           |                           |                           |                           |                           |                           |                           |                           |                                 |                                 |                                 |                                 |                                 |                                 |  |  |                  |                  |                  |                  |                  |                  |  |  |  |  |  |  |  |  |  |  |  |  |  |  |  |  |  |  |
| Алексей Алексеевич Бобринский   | Алексей Алексеевич Бобринский   | Алексей Алексеевич Бобринский   | Алексей Алексеевич Бобринский   | Алексей Алексеевич Бобринский   | Алексей Алексеевич Бобринский   |                    |                    | Софья Александровна            | Софья Александровна            | Софья Александровна            | Софья Александровна            | Софья Александровна            | Софья Александровна            |                   |                   | Николай Александрович Самойлов | Николай Александрович Самойлов | Николай Александрович Самойлов | Николай Александрович Самойлов | Николай Александрович Самойлов | Николай Александрович Самойлов |                    |                    | Михаил Семёнович Воронцов | Михаил Семёнович Воронцов | Михаил Семёнович Воронцов | Михаил Семёнович Воронцов | Михаил Семёнович Воронцов | Михаил Семёнович Воронцов |                           |                           | Елизавета Ксаверьевна Воронцова | Елизавета Ксаверьевна Воронцова | Елизавета Ксаверьевна Воронцова | Елизавета Ксаверьевна Воронцова | Елизавета Ксаверьевна Воронцова | Елизавета Ксаверьевна Воронцова |  |  |                  |                  |                  |                  |                  |                  |  |  |  |  |  |  |  |  |  |  |  |  |  |  |  |  |  |  |
| Алексей Алексеевич Бобринский   | Алексей Алексеевич Бобринский   | Алексей Алексеевич Бобринский   | Алексей Алексеевич Бобринский   | Алексей Алексеевич Бобринский   | Алексей Алексеевич Бобринский   |                    |                    | Софья Александровна            | Софья Александровна            | Софья Александровна            | Софья Александровна            | Софья Александровна            | Софья Александровна            |                   |                   | Николай Александрович Самойлов | Николай Александрович Самойлов | Николай Александрович Самойлов | Николай Александрович Самойлов | Николай Александрович Самойлов | Николай Александрович Самойлов |                    |                    | Михаил Семёнович Воронцов | Михаил Семёнович Воронцов | Михаил Семёнович Воронцов | Михаил Семёнович Воронцов | Михаил Семёнович Воронцов | Михаил Семёнович Воронцов |                           |                           | Елизавета Ксаверьевна Воронцова | Елизавета Ксаверьевна Воронцова | Елизавета Ксаверьевна Воронцова | Елизавета Ксаверьевна Воронцова | Елизавета Ксаверьевна Воронцова | Елизавета Ксаверьевна Воронцова |  |  |                  |                  |                  |                  |                  |                  |  |  |  |  |  |  |  |  |  |  |  |  |  |  |  |  |  |  |
|                                 |                                 |                                 |                                 |                                 |                                 |                    |                    |                                |                                |                                |                                |                                |                                |                   |                   |                                |                                |                                |                                |                                |                                |                    |                    |                           |                           |                           |                           |                           |                           |                           |                           |                                 |                                 |                                 |                                 |                                 |                                 |  |  |                  |                  |                  |                  |                  |                  |  |  |  |  |  |  |  |  |  |  |  |  |  |  |  |  |  |  |
|                                 |                                 |                                 |                                 |                                 |                                 |                    |                    |                                |                                |                                |                                |                                |                                |                   |                   |                                |                                |                                |                                |                                |                                |                    |                    |                           |                           |                           |                           |                           |                           |                           |                           |                                 |                                 |                                 |                                 |                                 |                                 |  |  |                  |                  |                  |                  |                  |                  |  |  |  |  |  |  |  |  |  |  |  |  |  |  |  |  |  |  |
| Александр Алексеевич Бобринский | Александр Алексеевич Бобринский | Александр Алексеевич Бобринский | Александр Алексеевич Бобринский | Александр Алексеевич Бобринский | Александр Алексеевич Бобринский |                    |                    | Владимир Алексеевич Бобринский | Владимир Алексеевич Бобринский | Владимир Алексеевич Бобринский | Владимир Алексеевич Бобринский | Владимир Алексеевич Бобринский | Владимир Алексеевич Бобринский |                   |                   |                                |                                |                                |                                |                                |                                |                    |                    |                           |                           |                           |                           | Семён Михайлович Воронцов | Семён Михайлович Воронцов | Семён Михайлович Воронцов | Семён Михайлович Воронцов | Семён Михайлович Воронцов       | Семён Михайлович Воронцов       |                                 |                                 |                                 |                                 |  |  |                  |                  |                  |                  |                  |                  |  |  |  |  |  |  |  |  |  |  |  |  |  |  |  |  |  |  |

- В записках кн. Ф. Н. Голицына (воспитателем которого был последний фаворит императрицы Елизаветы Петровны И. И. Шувалов) сказано: «Один из моих знакомых, бывший при Павле I в делах и в большой доверенности, уверял меня, что императрица Екатерина вследствие упорственного желания князя Потемкина и её к нему страстной привязанности, с ним венчалась [в Петербурге] у Самсония, что на Выборгской стороне. Она изволила туда приехать поздно вечером, где уже духовник её был в готовности, сопровождаемая одною [камерфрау] Марьей Савишной Перекусихиной. Венцы держали гр. [А. Н.] Самойлов [племянник Г. А. Потемкина] и Евграф Александрович Чертков»[5].
- Граф А. А. Бобринский (внук Екатерины от Орлова) поведал Бартеневу: «Родной, по матери своей, внук графа Самойлова граф Александр Алексеевич Бобринский знал, по преданию, и передал мне, что когда совершалось таинство брака, Апостол читан был графом Самойловым, который при словах „Жена да боится мужа своего“ поглядел в сторону венчавшейся, и она кивнула ему головою, и что брачную запись граф Самойлов приказал положить себе в гроб»[4]. (Эти свидетельства, по мнению историков, особенно ценны, ибо идут от представителей рода Орловых, ревновавших императрицу к Потемкину).
- Ещё одно свидетельство, записанное Бартеневым: «Граф Орлов-Давыдов В. П. (человек воздержанный и на язык) передавал мне, что однажды он пришел к престарелому графу Самойлову в то время, как он разбирал свои драгоценности. „А вот пряжка, — сказал он ему, — подаренная мне Государынею на память брака с покойным дядюшкою“»[4].

Бартенев высказал предположение о том, что венчание состоялось либо осенью 1774 года, когда миновала опасность пугачевщины, либо в первой половине января 1775 года, перед отъездом двора из Петербурга в Москву. Анализируя, кто присутствовал при венчании, он считал, что «Брачная запись, полученная М. С. Перекусихиной, должна, если не истреблена, храниться у Светлейшего князя П. Д. Волконского, и её также следует искать у Чертковых (бездетному Евграфу Александровичу наследовал его брат)». (Перекусихина также была бездетной, то есть у двух других свидетелей не осталось потомства, которые могли бы хранить семейную «легенду», как это случилось с Самойловым).
- В XIX веке коллекционер князь С. Голицын показывал посетителям своего московского дворца на Волконской улице, где, как считается, Екатерина останавливалась в 1775 году, две иконы, которые императрица подарила в дворцовую часовню, где якобы венчалась с Потемкиным[3].

#### Иностранные источники
- Французский посол граф Сегюр сообщал в Версаль в декабре 1788 года, что Потемкин пользуется «особыми правами», основание которых — «великая тайна, известная только четырём человекам в России. Случай открыл её мне, и если мне удастся вполне увериться, я оповещу Короля при первой возможности». Людовик XVI в октябрьском письме своему министру иностранных дел графу Верженну он называет Екатерину «мадам Потемкин» — «Госпоже Потемкиной добрых сорок пять лет: самое время рожать детей» (впрочем, это могло быть и просто шуткой)[3].
- В 1883 г. венская газета «Новая свободная пресса» в No 6114 поместила статью профессора Вертгейма, который привел извлечение из депеши австрийского посла при дворе Екатерины II графа Людвига Кобенцеля от 15 апреля 1788 г. Ссылаясь на графа Сегюра, Кобенцель сообщал о браке Потемкина с императрицей как о положительном факте[4].
- Во время Второй русско-турецкой войны принц де Линь заметил Потёмкину, что он мог бы стать князем Молдавии и Валахии. «Это для меня пустяк, — отвечал Потёмкин. — Если бы я захотел, я мог бы стать королём польским; я отказался от герцогства Курляндского. Я стою гораздо выше»[3]. Если учесть, что одного своего любовника (Станислава Понятовского) Екатерина сделала именно королём польским, то трудно представить себе положение выше, чем собственно супруг императрицы[3].
- В 1887 г. известный петербургский историк Д. Ф. Кобеко в своей монографии «Цесаревич Павел Петрович»[9] сослался на книгу «Жизнь Екатерины II императрицы России» французского автора Ж. А. Кастеры, вышедшую в Париже в конце XVIII в. По словам Кастеры, Потемкин намеревался склонить императрицу к браку ещё в 1775 г., но она якобы не согласилась. Тогда ещё были живы князь Г. Г. Орлов, предлагавший ей свою руку 12 лет назад, и граф Н. И. Панин, принципиальный противник этого брака. Когда же они ушли из жизни (оба скончались в 1783 г.), императрица якобы дала согласие, и брак состоялся в 1784 г. вскоре после смерти фаворита А. Д. Ланского, потрясшей Екатерину. «Конечно, сочинения Кастеры представляют источник, с которым следует обращаться с большой осторожностью», — предупредил своих читателей Кобеко, но, по его словам, рассказ Кастеры «подтверждается некоторыми указаниями. Действительно, после смерти Ланского Екатерина была опечалена, и только приезд Потемкина рассеял её грусть. В этом же году она приобрела имение Пелла близ Петербурга, где по преданию и совершено бракосочетание её с Потемкиным». Версия о такой поздней дате венчания не совпадает с указаниями писем Екатерины и Потемкина.

## Последствия
Барсков пишет, что «уже один слух о том, что они были обвенчаны, создавал для Потемкина исключительное положение, особенно в первое время его „случая“; в нём действительно видели „владыку“, как называет его в письмах сама Екатерина, и ему оказывали почти царские почести при его поездках в подчиненные ему области или на театр военных действий и обратно в столицу. Как ни велико расстояние от брачного венца до царской короны, но по тем временам так же велико было расстояние, отделявшее случайного любовника царицы от её мужа, которого она явно считала первым лицом в государстве после себя. Всем дальнейшим фаворитам она ставила в обязанность „поклоны“ Потемкину в письмах и, по её собственному примеру, почтительное с ним обращение при дворе. Это был царь, только без титула и короны».
Современная английская исследовательница Исабель де Мадариага разделяет мнение о возможности морганатического брака императрицы и Григория Александровича. «Письма Екатерины Потемкину… подтверждают, что Екатерина и Потемкин были тайно обвенчаны. В её письмах она часто называет его мужем и дорогим супругом. Возможно, из-за большого напряжения страсть Екатерины и Потемкина длилась недолго, однако, в повседневной жизни они продолжали вести себя как женатая пара, до конца своих дней соединённая сильной привязанностью и абсолютным доверием» Исследовательница приходит к заключению, что Потемкин занимал положение фактического консорта. «Екатерина обращалась с Потемкиным как с принцем-консортом. Она публично посещала его с целью подчеркнуть его статус… царские эскорты были обеспечены ему, где бы он ни ехал… Он вел себя как император, и люди видели в нём владыку. Без сомнения, зависимость Екатерины от Потемкина как от фактического, если не юридического, консорта объяснялась личной доверенностью… но он гарантировал Екатерине безусловную преданность, в которой она так нуждалась».

## Мнения историков
Помимо упомянутых выше сторонников версии об осуществившемся браке (П. И. Бартенев, Я. Л. Барсков, В. С. Лопатин, Саймон Себаг-Монтефиоре, Исабель де Мадариага) с нею были согласны Удард, Натан Эйдельман, Анри Труайя, П. Маруси. Бо́льший скептицизм проявляет А. Б. Каменский, считая обращения Екатерины в письмах к Потемкину как верной жены — её кривляньем и шутовством.